# Michael Parks
Michael Parks, geboren als Harry Samuel Parks (Corona, 24 april 1940 – Los Angeles, 9 mei 2017), was een Amerikaanse acteur en zanger.

## Biografie
Parks acteercarrière begon in 1960 met eenmalige gastrollen in televisieseries. Na verschijningen in meer dan twintig titels, maakte hij zijn filmdebuut in 1965. In 1969 kreeg Parks de hoofdrol in de televisieserie Then Came Bronson, waarvan hij tevens de titelsong zong.
Nadat hij in The Colbys en Twin Peaks te zien was, speelde Parks in 1996 Earl McGraw in Robert Rodriguez' From Dusk Till Dawn. Hetzelfde personage mocht hij opnieuw spelen in verschillende andere films, zoals Kill Bill, Death Proof en Planet Terror. Zijn zoon James Parks speelde ook zijn zoon in Kill Bill.

## Filmografie
*Exclusief televisiefilms
| - Tusk (2014) - We Are What We Are (2013) - Django Unchained (2012) - Argo (2012) - Red State (2011) - Street Poet (2010) - Smokin' Aces 2: Assassins' Ball (2010) - Noble Things (2008) - Maidenhead (2008) - Three Priests (2008) - The Assassination of Jesse James by the Coward Robert Ford (2007) - Planet Terror (2007) - Death Proof (2007) - Fighting Words (2007) - The Dead One (2007) - One Night with You (2006) - In ascolto (2006, aka The Listening) - Miracle at Sage Creek (2005) - Kill Bill: Vol. 2 (2004) - The Librarians (2003) - Kill Bill: Vol. 1 (2003) - 13 Moons (2002) - Big Bad Love (2001) - Bullfighter (2000) - From Dusk Till Dawn 3: The Hangman's Daughter (2000) - Wicked (1998) - Julian Po (1997) - Deceiver (1997) - Niagara, Niagara (1997) - From Dusk Till Dawn (1996) | - Sorceress (1995) - Stranger by Night (1994) - Death Wish V: The Face of Death (1994) - Storyville (1992) - Out of Control (1992) - The Hitman (1991) - Prime Suspect (1989) - Caged Fury (1989) - Nightmare Beach (1988) - Arizona Heat (1988) - Spiker (1986) - French Quarter Undercover (1986) - Club Life (1986) - The Return of Josey Wales (1986) - Savannah Smiles (1982) - Hard Country (1981) - The Evictors (1979) - Steiner - Das eiserne Kreuz, 2. Teil (1979, aka Breakthrough) - North Sea Hijack (1979) - The Private Files of J. Edgar Hoover (1977) - Love and the Midnight Auto Supply (1977) - Sidewinder 1 (1977) - The Last Hard Men (1976) - Between Friends (1973) - The Happening (1967) - The Bible: In the Beginning (1966) - The Idol (1966) - Wild Seed (1965) - Bus Riley's Back in Town (1965) |

- Bibsys: 5038477
- Biblioteca Nacional de España: XX1302578
- Bibliothèque nationale de France: cb138982578 (data)
- Gemeinsame Normdatei: 172691060
- International Standard Name Identifier: 0000 0001 1440 5306
- Library of Congress Control Number: no98101154
- MusicBrainz: c11f2817-5bdc-4824-b099-0b0d01d090b6
- Nationale Bibliotheek van Tsjechië: xx0182065
- Nationale Bibliotheek van Israël: 987007345318205171
- Nederlandse Thesaurus van Auteursnamen: 096828811
- SNAC: w6w102nk
- Système universitaire de documentation: 113683812
- Virtual International Authority File: 29153430
- WorldCat: E39PBJtX9B9DPDV3HcPcgqxdQq